# 1010
Portal Geschichte | Portal Biografien | Aktuelle Ereignisse | Jahreskalender | Tagesartikel

◄ |
10. Jahrhundert |
11. Jahrhundert
| 12. Jahrhundert | ►

◄ |
980er |
990er |
1000er |
1010er
| 1020er | 1030er | 1040er | ►

◄◄ |
◄ |
1006 |
1007 |
1008 |
1009 |
1010
| 1011 | 1012 | 1013 | 1014 | ► | ►►
Staatsoberhäupter  · Nekrolog
| Januar | Januar | Januar | Januar | Januar | Januar | Januar | Januar |
| Kw     | Mo     | Di     | Mi     | Do     | Fr     | Sa     | So     |
| ------ | ------ | ------ | ------ | ------ | ------ | ------ | ------ |
| 52     |        |        |        |        |        |        | 1      |
| 1      | 2      | 3      | 4      | 5      | 6      | 7      | 8      |
| 2      | 9      | 10     | 11     | 12     | 13     | 14     | 15     |
| 3      | 16     | 17     | 18     | 19     | 20     | 21     | 22     |
| 4      | 23     | 24     | 25     | 26     | 27     | 28     | 29     |
| 5      | 30     | 31     |        |        |        |        |        |

| Februar | Februar | Februar | Februar | Februar | Februar | Februar | Februar |
| Kw      | Mo      | Di      | Mi      | Do      | Fr      | Sa      | So      |
| ------- | ------- | ------- | ------- | ------- | ------- | ------- | ------- |
| 5       |         |         | 1       | 2       | 3       | 4       | 5       |
| 6       | 6       | 7       | 8       | 9       | 10      | 11      | 12      |
| 7       | 13      | 14      | 15      | 16      | 17      | 18      | 19      |
| 8       | 20      | 21      | 22      | 23      | 24      | 25      | 26      |
| 9       | 27      | 28      |         |         |         |         |         |

| März | März | März | März | März | März | März | März |
| Kw   | Mo   | Di   | Mi   | Do   | Fr   | Sa   | So   |
| ---- | ---- | ---- | ---- | ---- | ---- | ---- | ---- |
| 9    |      |      | 1    | 2    | 3    | 4    | 5    |
| 10   | 6    | 7    | 8    | 9    | 10   | 11   | 12   |
| 11   | 13   | 14   | 15   | 16   | 17   | 18   | 19   |
| 12   | 20   | 21   | 22   | 23   | 24   | 25   | 26   |
| 13   | 27   | 28   | 29   | 30   | 31   |      |      |

| April | April | April | April | April | April | April | April |
| Kw    | Mo    | Di    | Mi    | Do    | Fr    | Sa    | So    |
| ----- | ----- | ----- | ----- | ----- | ----- | ----- | ----- |
| 13    |       |       |       |       |       | 1     | 2     |
| 14    | 3     | 4     | 5     | 6     | 7     | 8     | 9     |
| 15    | 10    | 11    | 12    | 13    | 14    | 15    | 16    |
| 16    | 17    | 18    | 19    | 20    | 21    | 22    | 23    |
| 17    | 24    | 25    | 26    | 27    | 28    | 29    | 30    |

| Mai | Mai | Mai | Mai | Mai | Mai | Mai | Mai |
| Kw  | Mo  | Di  | Mi  | Do  | Fr  | Sa  | So  |
| --- | --- | --- | --- | --- | --- | --- | --- |
| 18  | 1   | 2   | 3   | 4   | 5   | 6   | 7   |
| 19  | 8   | 9   | 10  | 11  | 12  | 13  | 14  |
| 20  | 15  | 16  | 17  | 18  | 19  | 20  | 21  |
| 21  | 22  | 23  | 24  | 25  | 26  | 27  | 28  |
| 22  | 29  | 30  | 31  |     |     |     |     |

| Juni | Juni | Juni | Juni | Juni | Juni | Juni | Juni |
| Kw   | Mo   | Di   | Mi   | Do   | Fr   | Sa   | So   |
| ---- | ---- | ---- | ---- | ---- | ---- | ---- | ---- |
| 22   |      |      |      | 1    | 2    | 3    | 4    |
| 23   | 5    | 6    | 7    | 8    | 9    | 10   | 11   |
| 24   | 12   | 13   | 14   | 15   | 16   | 17   | 18   |
| 25   | 19   | 20   | 21   | 22   | 23   | 24   | 25   |
| 26   | 26   | 27   | 28   | 29   | 30   |      |      |

| Juli | Juli | Juli | Juli | Juli | Juli | Juli | Juli |
| Kw   | Mo   | Di   | Mi   | Do   | Fr   | Sa   | So   |
| ---- | ---- | ---- | ---- | ---- | ---- | ---- | ---- |
| 26   |      |      |      |      |      | 1    | 2    |
| 27   | 3    | 4    | 5    | 6    | 7    | 8    | 9    |
| 28   | 10   | 11   | 12   | 13   | 14   | 15   | 16   |
| 29   | 17   | 18   | 19   | 20   | 21   | 22   | 23   |
| 30   | 24   | 25   | 26   | 27   | 28   | 29   | 30   |
| 31   | 31   |      |      |      |      |      |      |

| August | August | August | August | August | August | August | August |
| Kw     | Mo     | Di     | Mi     | Do     | Fr     | Sa     | So     |
| ------ | ------ | ------ | ------ | ------ | ------ | ------ | ------ |
| 31     |        | 1      | 2      | 3      | 4      | 5      | 6      |
| 32     | 7      | 8      | 9      | 10     | 11     | 12     | 13     |
| 33     | 14     | 15     | 16     | 17     | 18     | 19     | 20     |
| 34     | 21     | 22     | 23     | 24     | 25     | 26     | 27     |
| 35     | 28     | 29     | 30     | 31     |        |        |        |

| September | September | September | September | September | September | September | September |
| Kw        | Mo        | Di        | Mi        | Do        | Fr        | Sa        | So        |
| --------- | --------- | --------- | --------- | --------- | --------- | --------- | --------- |
| 35        |           |           |           |           | 1         | 2         | 3         |
| 36        | 4         | 5         | 6         | 7         | 8         | 9         | 10        |
| 37        | 11        | 12        | 13        | 14        | 15        | 16        | 17        |
| 38        | 18        | 19        | 20        | 21        | 22        | 23        | 24        |
| 39        | 25        | 26        | 27        | 28        | 29        | 30        |           |

| Oktober | Oktober | Oktober | Oktober | Oktober | Oktober | Oktober | Oktober |
| Kw      | Mo      | Di      | Mi      | Do      | Fr      | Sa      | So      |
| ------- | ------- | ------- | ------- | ------- | ------- | ------- | ------- |
| 39      |         |         |         |         |         |         | 1       |
| 40      | 2       | 3       | 4       | 5       | 6       | 7       | 8       |
| 41      | 9       | 10      | 11      | 12      | 13      | 14      | 15      |
| 42      | 16      | 17      | 18      | 19      | 20      | 21      | 22      |
| 43      | 23      | 24      | 25      | 26      | 27      | 28      | 29      |
| 44      | 30      | 31      |         |         |         |         |         |

| November | November | November | November | November | November | November | November |
| Kw       | Mo       | Di       | Mi       | Do       | Fr       | Sa       | So       |
| -------- | -------- | -------- | -------- | -------- | -------- | -------- | -------- |
| 44       |          |          | 1        | 2        | 3        | 4        | 5        |
| 45       | 6        | 7        | 8        | 9        | 10       | 11       | 12       |
| 46       | 13       | 14       | 15       | 16       | 17       | 18       | 19       |
| 47       | 20       | 21       | 22       | 23       | 24       | 25       | 26       |
| 48       | 27       | 28       | 29       | 30       |          |          |          |

| Dezember | Dezember | Dezember | Dezember | Dezember | Dezember | Dezember | Dezember |
| Kw       | Mo       | Di       | Mi       | Do       | Fr       | Sa       | So       |
| -------- | -------- | -------- | -------- | -------- | -------- | -------- | -------- |
| 48       |          |          |          |          | 1        | 2        | 3        |
| 49       | 4        | 5        | 6        | 7        | 8        | 9        | 10       |
| 50       | 11       | 12       | 13       | 14       | 15       | 16       | 17       |
| 51       | 18       | 19       | 20       | 21       | 22       | 23       | 24       |
| 52       | 25       | 26       | 27       | 28       | 29       | 30       | 31       |

| Januar | Januar | Januar | Januar | Januar | Januar | Januar | Januar |
| Kw     | Mo     | Di     | Mi     | Do     | Fr     | Sa     | So     |
| ------ | ------ | ------ | ------ | ------ | ------ | ------ | ------ |
| 52     |        |        |        |        |        |        | 1      |
| 1      | 2      | 3      | 4      | 5      | 6      | 7      | 8      |
| 2      | 9      | 10     | 11     | 12     | 13     | 14     | 15     |
| 3      | 16     | 17     | 18     | 19     | 20     | 21     | 22     |
| 4      | 23     | 24     | 25     | 26     | 27     | 28     | 29     |
| 5      | 30     | 31     |        |        |        |        |        |

| Februar | Februar | Februar | Februar | Februar | Februar | Februar | Februar |
| Kw      | Mo      | Di      | Mi      | Do      | Fr      | Sa      | So      |
| ------- | ------- | ------- | ------- | ------- | ------- | ------- | ------- |
| 5       |         |         | 1       | 2       | 3       | 4       | 5       |
| 6       | 6       | 7       | 8       | 9       | 10      | 11      | 12      |
| 7       | 13      | 14      | 15      | 16      | 17      | 18      | 19      |
| 8       | 20      | 21      | 22      | 23      | 24      | 25      | 26      |
| 9       | 27      | 28      |         |         |         |         |         |

| März | März | März | März | März | März | März | März |
| Kw   | Mo   | Di   | Mi   | Do   | Fr   | Sa   | So   |
| ---- | ---- | ---- | ---- | ---- | ---- | ---- | ---- |
| 9    |      |      | 1    | 2    | 3    | 4    | 5    |
| 10   | 6    | 7    | 8    | 9    | 10   | 11   | 12   |
| 11   | 13   | 14   | 15   | 16   | 17   | 18   | 19   |
| 12   | 20   | 21   | 22   | 23   | 24   | 25   | 26   |
| 13   | 27   | 28   | 29   | 30   | 31   |      |      |

| April | April | April | April | April | April | April | April |
| Kw    | Mo    | Di    | Mi    | Do    | Fr    | Sa    | So    |
| ----- | ----- | ----- | ----- | ----- | ----- | ----- | ----- |
| 13    |       |       |       |       |       | 1     | 2     |
| 14    | 3     | 4     | 5     | 6     | 7     | 8     | 9     |
| 15    | 10    | 11    | 12    | 13    | 14    | 15    | 16    |
| 16    | 17    | 18    | 19    | 20    | 21    | 22    | 23    |
| 17    | 24    | 25    | 26    | 27    | 28    | 29    | 30    |

| Mai | Mai | Mai | Mai | Mai | Mai | Mai | Mai |
| Kw  | Mo  | Di  | Mi  | Do  | Fr  | Sa  | So  |
| --- | --- | --- | --- | --- | --- | --- | --- |
| 18  | 1   | 2   | 3   | 4   | 5   | 6   | 7   |
| 19  | 8   | 9   | 10  | 11  | 12  | 13  | 14  |
| 20  | 15  | 16  | 17  | 18  | 19  | 20  | 21  |
| 21  | 22  | 23  | 24  | 25  | 26  | 27  | 28  |
| 22  | 29  | 30  | 31  |     |     |     |     |

| Juni | Juni | Juni | Juni | Juni | Juni | Juni | Juni |
| Kw   | Mo   | Di   | Mi   | Do   | Fr   | Sa   | So   |
| ---- | ---- | ---- | ---- | ---- | ---- | ---- | ---- |
| 22   |      |      |      | 1    | 2    | 3    | 4    |
| 23   | 5    | 6    | 7    | 8    | 9    | 10   | 11   |
| 24   | 12   | 13   | 14   | 15   | 16   | 17   | 18   |
| 25   | 19   | 20   | 21   | 22   | 23   | 24   | 25   |
| 26   | 26   | 27   | 28   | 29   | 30   |      |      |

| Juli | Juli | Juli | Juli | Juli | Juli | Juli | Juli |
| Kw   | Mo   | Di   | Mi   | Do   | Fr   | Sa   | So   |
| ---- | ---- | ---- | ---- | ---- | ---- | ---- | ---- |
| 26   |      |      |      |      |      | 1    | 2    |
| 27   | 3    | 4    | 5    | 6    | 7    | 8    | 9    |
| 28   | 10   | 11   | 12   | 13   | 14   | 15   | 16   |
| 29   | 17   | 18   | 19   | 20   | 21   | 22   | 23   |
| 30   | 24   | 25   | 26   | 27   | 28   | 29   | 30   |
| 31   | 31   |      |      |      |      |      |      |

| August | August | August | August | August | August | August | August |
| Kw     | Mo     | Di     | Mi     | Do     | Fr     | Sa     | So     |
| ------ | ------ | ------ | ------ | ------ | ------ | ------ | ------ |
| 31     |        | 1      | 2      | 3      | 4      | 5      | 6      |
| 32     | 7      | 8      | 9      | 10     | 11     | 12     | 13     |
| 33     | 14     | 15     | 16     | 17     | 18     | 19     | 20     |
| 34     | 21     | 22     | 23     | 24     | 25     | 26     | 27     |
| 35     | 28     | 29     | 30     | 31     |        |        |        |

| September | September | September | September | September | September | September | September |
| Kw        | Mo        | Di        | Mi        | Do        | Fr        | Sa        | So        |
| --------- | --------- | --------- | --------- | --------- | --------- | --------- | --------- |
| 35        |           |           |           |           | 1         | 2         | 3         |
| 36        | 4         | 5         | 6         | 7         | 8         | 9         | 10        |
| 37        | 11        | 12        | 13        | 14        | 15        | 16        | 17        |
| 38        | 18        | 19        | 20        | 21        | 22        | 23        | 24        |
| 39        | 25        | 26        | 27        | 28        | 29        | 30        |           |

| Oktober | Oktober | Oktober | Oktober | Oktober | Oktober | Oktober | Oktober |
| Kw      | Mo      | Di      | Mi      | Do      | Fr      | Sa      | So      |
| ------- | ------- | ------- | ------- | ------- | ------- | ------- | ------- |
| 39      |         |         |         |         |         |         | 1       |
| 40      | 2       | 3       | 4       | 5       | 6       | 7       | 8       |
| 41      | 9       | 10      | 11      | 12      | 13      | 14      | 15      |
| 42      | 16      | 17      | 18      | 19      | 20      | 21      | 22      |
| 43      | 23      | 24      | 25      | 26      | 27      | 28      | 29      |
| 44      | 30      | 31      |         |         |         |         |         |

| November | November | November | November | November | November | November | November |
| Kw       | Mo       | Di       | Mi       | Do       | Fr       | Sa       | So       |
| -------- | -------- | -------- | -------- | -------- | -------- | -------- | -------- |
| 44       |          |          | 1        | 2        | 3        | 4        | 5        |
| 45       | 6        | 7        | 8        | 9        | 10       | 11       | 12       |
| 46       | 13       | 14       | 15       | 16       | 17       | 18       | 19       |
| 47       | 20       | 21       | 22       | 23       | 24       | 25       | 26       |
| 48       | 27       | 28       | 29       | 30       |          |          |          |

| Dezember | Dezember | Dezember | Dezember | Dezember | Dezember | Dezember | Dezember |
| Kw       | Mo       | Di       | Mi       | Do       | Fr       | Sa       | So       |
| -------- | -------- | -------- | -------- | -------- | -------- | -------- | -------- |
| 48       |          |          |          |          | 1        | 2        | 3        |
| 49       | 4        | 5        | 6        | 7        | 8        | 9        | 10       |
| 50       | 11       | 12       | 13       | 14       | 15       | 16       | 17       |
| 51       | 18       | 19       | 20       | 21       | 22       | 23       | 24       |
| 52       | 25       | 26       | 27       | 28       | 29       | 30       | 31       |

## Ereignisse

### Politik und Weltgeschehen

#### Ostfränkisch-deutsches Reich
Der römisch-deutsche König Heinrich II. versammelt in der Mark Lausitz ein Heer für einen Feldzug gegen Polen unter Herzog Bolesław I Chrobry. Wegen einer Erkrankung muss er jedoch unverrichteter Dinge wieder abziehen. Das Heer verwüstet daraufhin die Ländereien des Lausitzer Markgrafen Gero, der für diese Übergriffe nicht entschädigt wird.

#### Süditalien
Basileios Mesardonites, der byzantinische Gouverneur des Katepanats Italien beginnt im März mit der Belagerung der von langobardischen Aufständischen unter der Führung des Apuliers Meles und seines Schwagers Dattus gehaltenen Stadt Bari.

#### al-Andalus

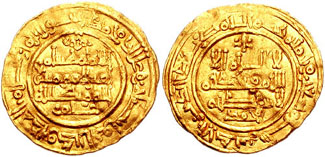
Dinar Hishams II.

Sulaiman al-Mustain, Kalif von Córdoba, versucht Toledo zu erobern, wohin sich sein Vorgänger Muhammad II. al-Mahdi Ende des Vorjahres geflüchtet hat. Er erleidet jedoch eine Niederlage, Córdoba wird von den Katalanen geplündert, und Muhammad II. wird neuerlich Kalif. Wenig später wird er allerdings durch einen Putsch von Sklaventruppen unter al-Wahdid gestürzt und getötet. Hischam II. wird zum zweiten Mal Kalif, nachdem er im Jahr 997 die Macht an den Kämmerer Almansor übertragen musste und danach unter wechselnden Herrschern die Zeit in Gefangenschaft verbracht hat. Er steht nun allerdings unter dem beherrschenden Einfluss von al-Wahdid. Gleichzeitig kommt es zu Kämpfen mit Berbertruppen, die nach wie vor Sulaiman al-Mustain unterstützen.

Das Taifa-Reich Dénia

Der ehemalige Sklave Mudschahid beginnt mit der Eroberung des Gebiets um Dénia und der Balearen und etabliert damit das Taifa-Königreich Dénia innerhalb des Kalifats von Córdoba.

#### Weitere Ereignisse auf der iberischen Halbinsel
Ermengol II. folgt seinem Vater Ermengol I. nach dessen Tod am 2. Juli als Graf von Urgell. Anfänglich steht er unter der Vormundschaft seines Onkels Raimund Borrell, Graf von Barcelona. Dieser führt einen Feldzug gegen das geschwächte Kalifat.

#### Nordafrika
Der Zerstörungswelle christlicher Kirchen unter al-Hākim bi-amr Allāh fällt unter anderem das Kloster Deir al-Qazir bei Kairo zum Opfer. Arsenios, der melkitische Patriarch von Alexandria, wird im Juli hingerichtet.

#### Asien

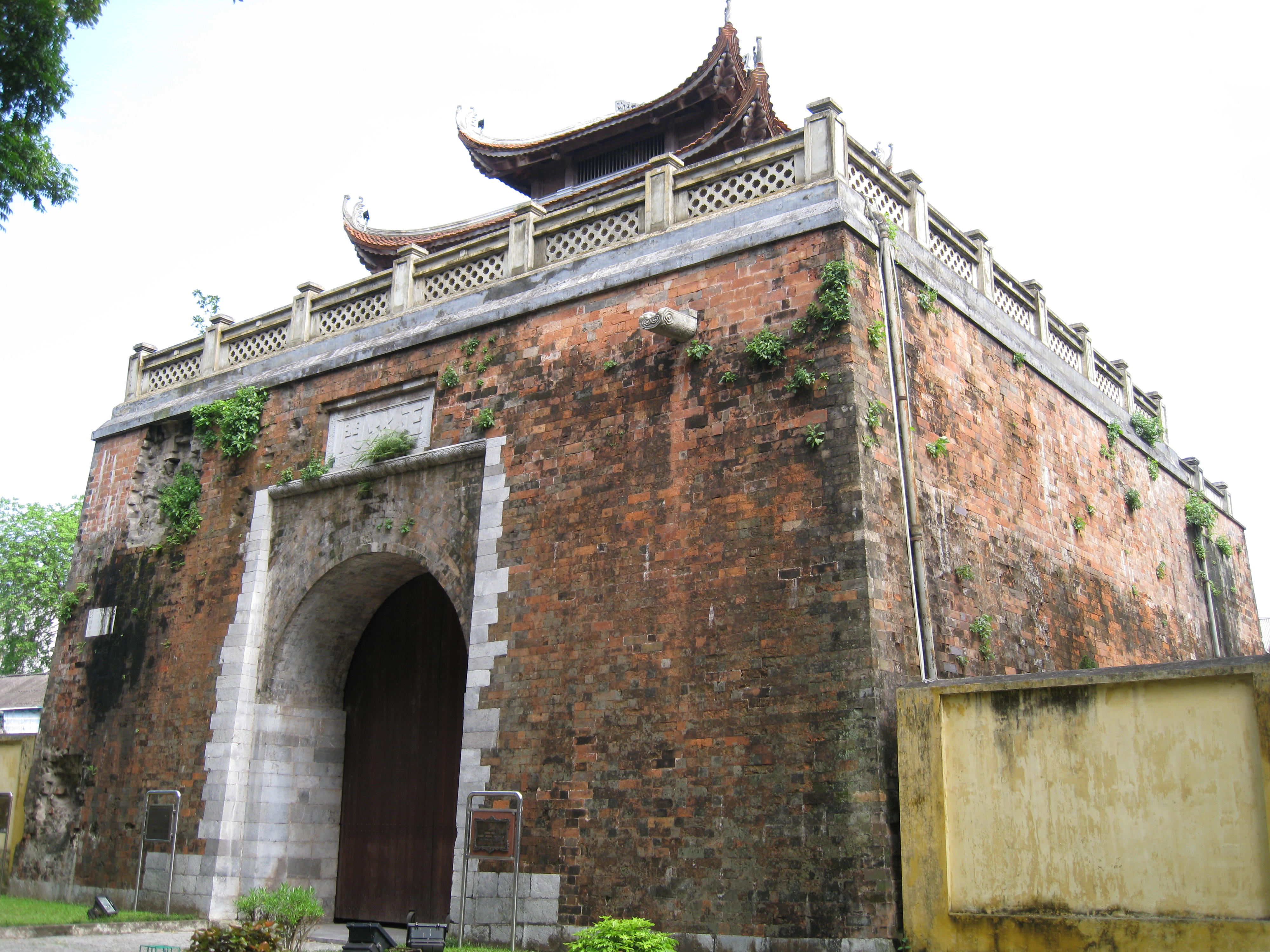
Das Nordtor der Zitadelle Đại La heute

Kaiser Lý Thái Tổ, Begründer der vietnamesischen Lý-Dynastie wählt die im Jahre 866 von der chinesischen Tang-Dynastie errichtete Zitadelle namens Đại La am Westufer im Delta des Roten Flusses (Đồng Bằng Sông Hồng) zu seiner Residenzstadt und nennt sie Thăng Long (aufsteigender Drache). Das gilt als Gründungstag von Hanoi. Die Architektur der in den folgenden Jahren auf den Trümmern der chinesischen Festung und auf trockengelegtem Schwemmland errichtete kaiserliche Residenz wird an chinesische Vorbilder angelehnt. So werden in der quadratische angelegten inneren Königsstadt (Hoàng Thành) die wichtigsten Gebäude entlang einer Nord-Süd-Achse angeordnet, in der Mitte die Thronhalle, die Ministerien und Verwaltungsgebäude. Nördlich liegt die Purpurne Verbotene Stadt (Tử Cấm Thành) mit kunstvollen Palästen und Gartenanlagen, in der die königliche Familie residiert. Dieser innere Bereich wird von der ebenfalls quadratischen Äußeren Stadt (Kinh Thành) mit den Vierteln des einfachen Volkes, der Händler und Handwerker umschlossen.

#### Amerika
Þorfinnr karlsefni errichtet für drei Jahre in Vinland am Sankt-Lorenz-Golf die Siedlung Hóp. Teilnehmerinnen der Expedition sind unter anderem seine Frau Guðríðr Þorbjarnardóttir und Freydís Eiríksdóttir, die Halbschwester Leif Erikssons. In dieser Zeit wird auch Thorfinns Sohn Snorri Þorfinnsson geboren, der damit als erstes Kind europäischer Abstammung gilt, das in Amerika auf die Welt kam.

#### Urkundliche Ersterwähnungen

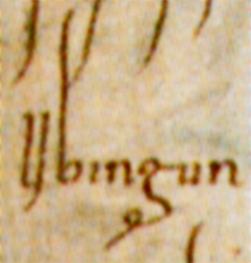
Detail aus der Urkunde der ersten Erwähnung von Ubingun

- 16. April: Der heutige Münchener Stadtteil Aubing wird als Ubingun erstmals urkundlich erwähnt. Nach dieser Urkunde gibt König Heinrich II. dem Kloster Polling Besitz in acht Dörfern zurück, die dem Kloster laut Urkunde „offenbar“ früher gehörten. Wahrscheinlich bezieht sich dies auf eine Enteignung des Klosters durch den früheren bayerischen Herzog Arnulf I. zur Finanzierung seines Heeres während der Ungarneinfälle. Neben Aubing betrifft die Rückgabe die Orte Polling, Weilheim, Rieden, Landstetten, Aschering und Wangen, alle westlich und nördlich des Starnberger Sees, sowie ein Pfaffenhofen, vermutlich Oberpfaffenhofen.
- Erste urkundliche Erwähnung der russischen Stadt Jaroslawl, der aargauischen Gemeinde Koblenz AG als Confluentia, der bayerischen Kleinstadt Weilheim in Oberbayern und des Ortes Anrath am Niederrhein.
- Głogów wird erstmals urkundlich erwähnt.
- Das bayerische Geschlecht der Starringer wird erstmals urkundlich erwähnt.

### Kultur
| Kultur                                                  | Kultur |
| ------------------------------------------------------- | ------ |
| - Übergang von der Vorromanik zur Romanik (ab ca. 1000) |        |

- Der persische Dichter Firdausi vollendet das Heldenepos Schāhnāme, das persische Nationalepos.

### Religion

#### Christentum
- Adalbald II. wird Bischof von Utrecht als Nachfolger des am 3. Mai verstorbenen Ansfried. Er gilt als der wichtigste Begründer der territorialen Macht der Diözese. Er muss sein Bistum nicht nur gegen die Überfälle der Normannen verteidigen, sondern auch gegen die Angriffe benachbarter Adliger.
- Heinrich II. verleiht dem Frauenkloster Niedernburg die Reichsunmittelbarkeit und schenkt ihm große Gebiete, darunter die Ländereien Abteiland und Oberfrauenwald.

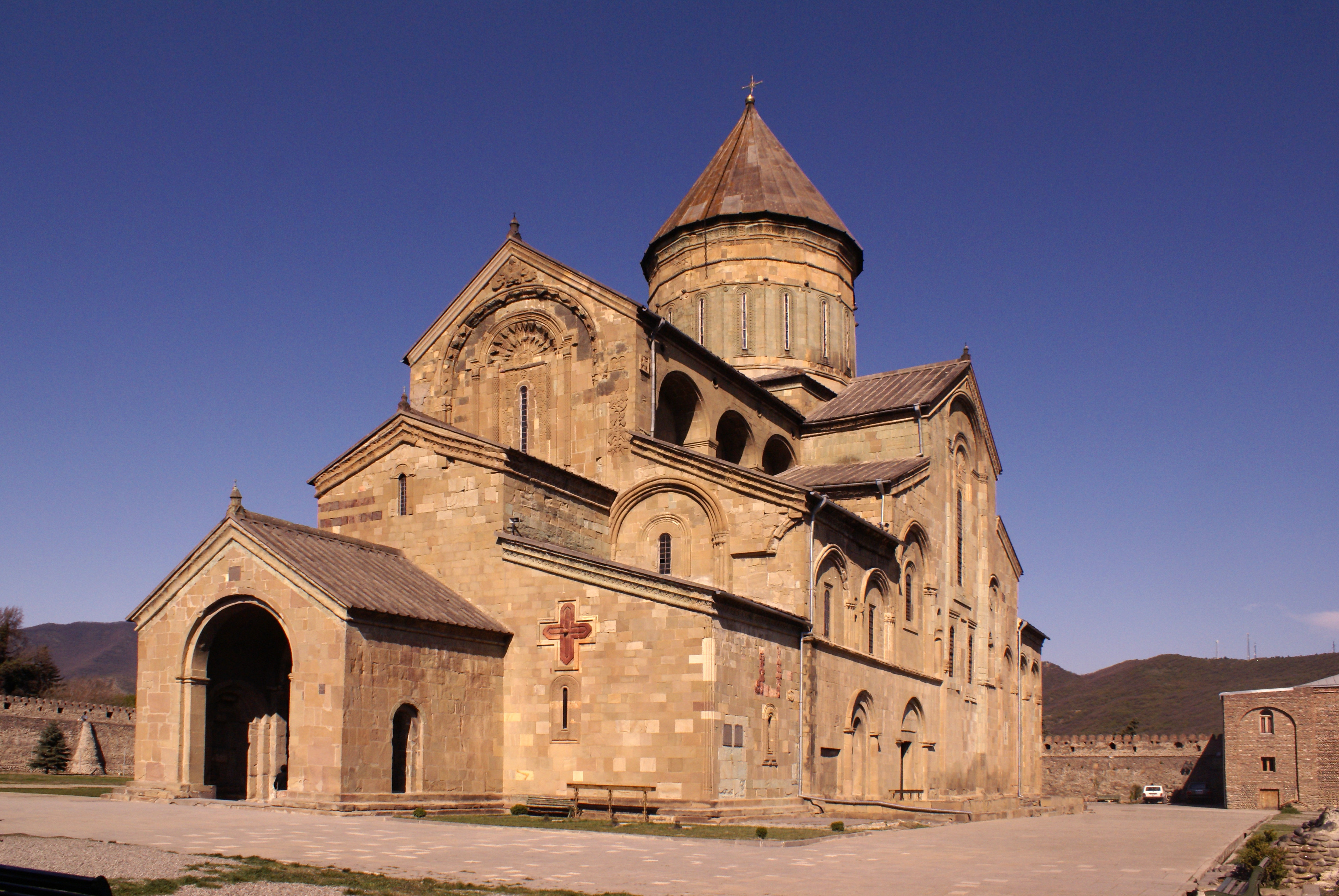
Die Swetizchoweli-Kathedrale in Mzcheta

- Der Bau der Swetizchoweli-Kathedrale in Mzcheta bei Tiflis beginnt unter der Herrschaft des Königs Giorgi II. auf Betreiben des georgischen Katholikos Melkisedek.

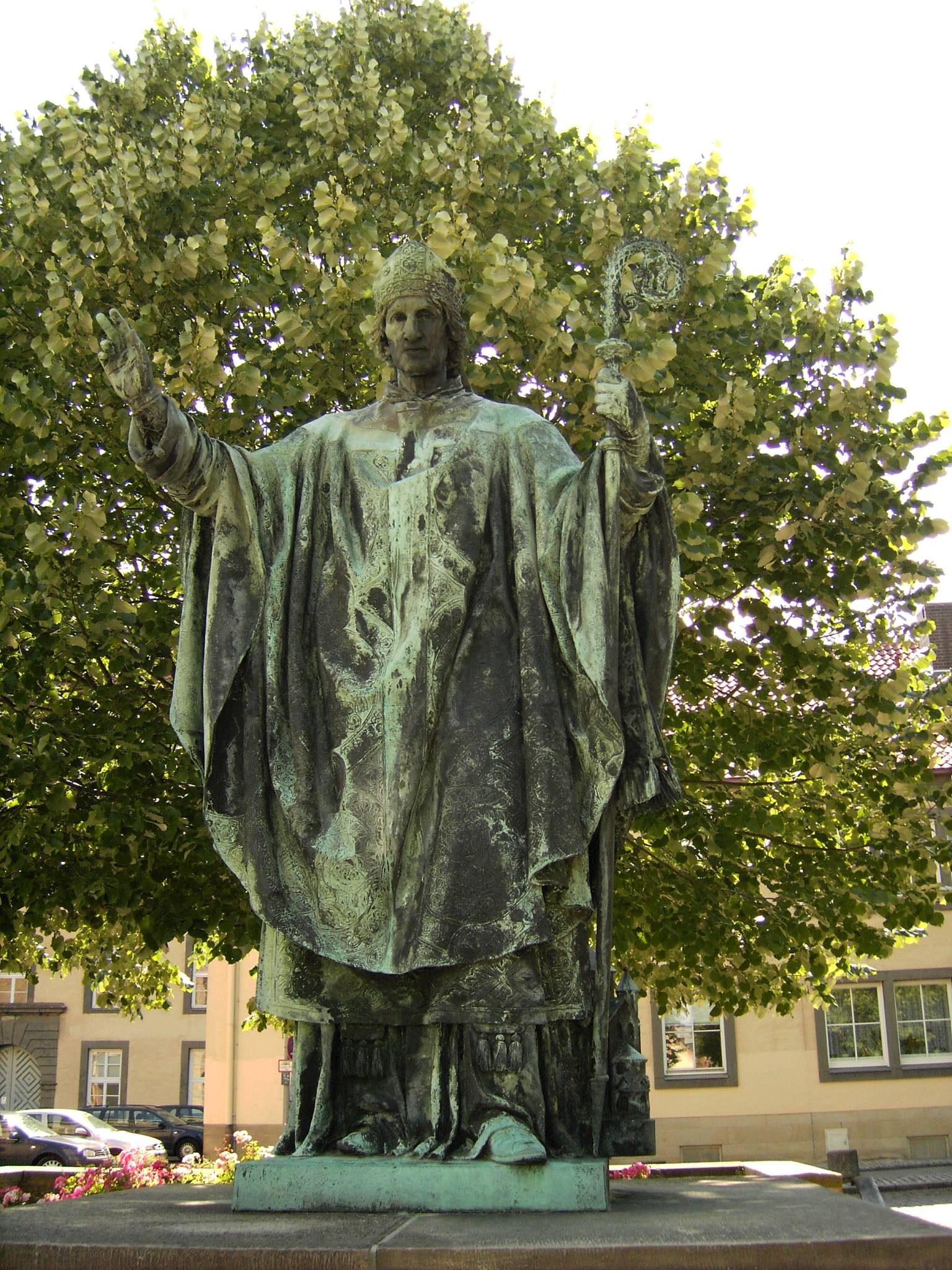
Bernward von Hildesheim (Denkmal am Dom, 1893)

- Ein Steinblock vom südwestlichen Treppenturm mit der Jahreszahl 1010 legt die Vermutung nahe, dass Bischof Bernward von Hildesheim in diesem Jahr den Grundstein für die St. Michaelis-Kirche in Hildesheim legt.
- um 1010: Die Klosterkirche des Klosters Berge bei Magdeburg wird fertiggestellt.

#### Islam
- 7. Dezember: Der fatimidische Kalif al-Hākim ordnet die Rücknahme der von ihm im Vorjahr eingeführten Gleichstellung der sunnitischen und schiitischen Riten an.

## Geboren

### Geburtsdatum gesichert
- 12. Mai: Song Renzong, Kaiser der Song-Dynastie in China († 1063)

### Genaues Geburtsdatum unbekannt
- Chōsei, japanischer Bildhauer (gest. 1091)
- Eustach I., Graf von Boulogne und Stammvater des Hauses Boulogne († 1049)
- Michael IV., Kaiser des Byzantinischen Reichs († 1041)

### Geboren um 1010
- Adalbero, Bischof von Würzburg († 1090)
- Adalbero III., Bischof von Metz († 1072)
- Amatus, Bischof von Capaccio, dann Chronist und Mönch im Benediktinerkloster Monte Cassino († nach 1078)
- Anno II., Erzbischof von Köln († 1075)
- Benno, Bischof von Meißen und katholischer Heiliger († 1106)
- Gebhard, Erzbischof von Salzburg († 1088)
- Sieghard VII., Graf im Chiemgau († 1044)
- Wallada bint al-Mustakfi, umayyadische Prinzessin und Poetin in Andalusien (gest. 1091)
- Wolfhelm von Brauweiler, Abt der Benediktinerabtei Brauweiler bei Köln († 1091)

## Gestorben

### Todesdatum gesichert
- 3. Mai: Ansfried, Graf in Löwen und Bischof von Utrecht (* um 940)
- 2. Juni: Ermengol I., Graf von Urgell

### Genaues Todesdatum unbekannt
- Juli: Arsenios von Alexandria, melkitischer Theologe und Bischof
- Fujiwara no Korechika, japanischer Fürst (* 974)
- Hosed, Abt von Corvey
- Muhammad II. al-Mahdi, Kalif von Córdoba
- Xing Bing, konfuzianischer Gelehrter und Kommentator aus der Zeit der Nördlichen Song-Dynastie (* 932)

### Gestorben um 1010
- 1009/1010: A'ischa, arabische Dichterin im Kalifat von Córdoba
- 11. November um 1010: Marco, Bischof von Schleswig
- Edla, Frau von König Olaf Skötkonung von Schweden (* um 980)